# Hertha Gordon-Walcher
Hertha Gordon-Walcher (* 9. August 1894 als Hertha Gordon in Königsberg; † 27. Dezember 1990 in Berlin) war eine deutsche Kommunistin und Sekretärin Clara Zetkins.

## Leben
Hertha Gordon stammte aus einer jüdischen Familie in Königsberg. Ihr Elternhaus war religiös und gebildet, lebte aber in bescheidenen Verhältnissen. Beide Eltern arbeiteten als Bernsteinsortierer in einer königlich-preußischen Manufaktur. Beeinflusst von Narodniki die nach der gescheiterten Revolution von 1905 aus Russland fliehen mussten und zur Untermiete bei ihren Eltern wohnten, wandte sie sich schon in ihrer Jugend sozialistischen Idealen zu. Ebenfalls beeinflusst wurde sie zu dieser Zeit durch den Rabbiner Hermann Vogelstein, der sie förderte. Da ihre Familie ihr keine höhere Schulbildung oder ein Studium finanzieren konnte, folgte sie 1912 dem Beispiel ihre älteren Schwester und übersiedelte nach London, wo sie unterstützt durch eine Wohltätigkeitsorganisation eine Ausbildung als Stenotypistin absolvieren konnte. Dort kam sie in den Kontakt mit der Suffragettenbewegung und entdeckte die Zeitschrift die Gleichheit der deutschen sozialdemokratischen Frauenbewegung, deren Chefredakteurin Clara Zetkin sie 1914 kontaktierte.:43 ff
Mit dem Beginn des Ersten Weltkriegs musste Hertha Gordon Großbritannien verlassen und nahm das Angebot eines Arbeitsplatzes in Stuttgart, auch aufgrund der Nähe zu Clara Zetkin an. Über ihre Vermittlung kam sie in den Kontakt der politischen Kreise um den aktiven Antimilitaristen und SPD-Landtagsabgeordneten Friedrich Westmeyer an deren Aktivitäten sie sich schnell beteiligte. Als sich 1916 mit der Gruppe Internationale, später Spartakusbund genannt, reichsweit eine revolutionäre innerparteilichen Oppositionsfraktion in der SPD bildete, beteiligten sich auch Clara Zetkin und Friedrich Westmeyer an dieser Gruppe. Auch Hertha Gordon engagierte sich im Spartakusbund und übernahm konspirative Botendienste. Aufgrund polizeilicher Verfolgung der Kriegsgegner sollte sie sich 1917 für einige Zeit in ihre Heimatstadt Königsberg zurückziehen. Im Januar 1918 wurde Hertha Gordon in Königsberg wegen „pazifistischer Propaganda“  verhaftet. Da ihre Eltern sie nie als deutsche Staatsbürgerin gemeldet hatten, wurde sie als vermeintliche Ausländerin im Lager Holzminden interniert, ehe sie im Juni 1918 auf Empfehlung Clara Zetkins sowie Vermittlung der sowjetrussischen Botschaft in Berlin auf dem Austauschwege nach Moskau verbracht werden konnte. Clara Zetkin hatte sie dort persönlich Lenin empfohlen, der ihr rasch geantwortet hatte: „Ich werde alles tun, um der Genossin Gordon zu helfen.“ Aufgrund dieser Empfehlung fungierte Hertha Gordon in den letzten Monaten des Ersten Weltkriegs als Sekretärin von Karl Radek. Während ihrer Zeit bei Radek heiratete sie im Herbst 1918 pro forma den KPD-Politiker Hermann Osterloh um die deutsche Staatsbürgerschaft zu erlangen. Als 1918 in Deutschland die Revolution ausbrach, gehörte Herta Gordon zu einer Reisegruppe um Karl Radek, Adolf A. Joffe und Nikolai Bucharin die zur Unterstützung der Spartakisten nach Berlin aufbrach. In Deutschland wurde sie daher mehrmals verhaftet. 1919 war sie Gründungsmitglied der KPD.:79 ff

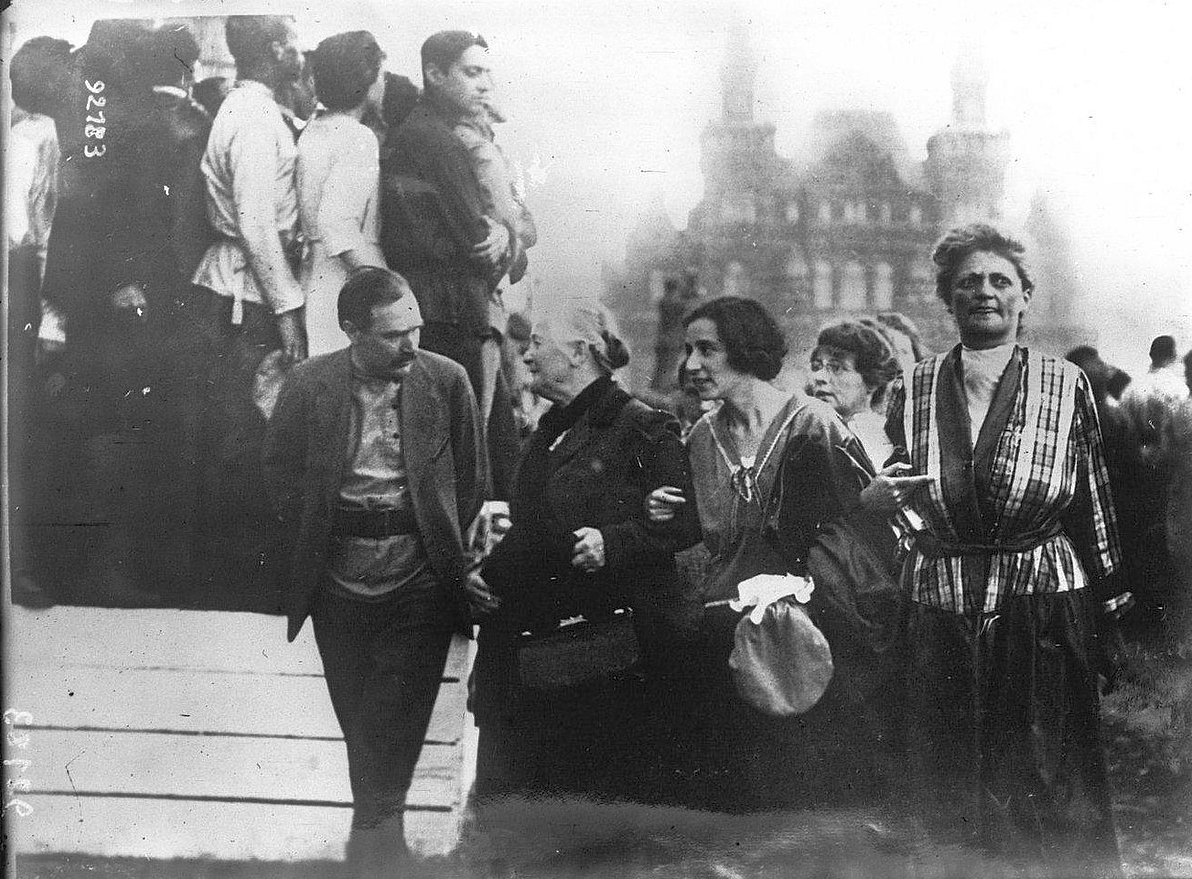
Herta Gordon (vorne, 3.v. l.) mit Clara Zetkin bei einem Kongress der Komintern in Moskau 1921.

Während der Weimarer Republik war sie von 1920 bis 1925 Sekretärin von Clara Zetkin und schloss in dieser Zeit Bekanntschaft mit ihrem späteren Ehemann Jacob Walcher. Als Mitarbeiterin am Institut für Marxismus-Leninismus beim ZK der KPdSU in Moskau sowie in der sowjetischen Handelsvertretung in Berlin war sie eine wichtige Verbindungsperson zwischen den Kommunisten in Deutschland und in der Sowjetunion. In der Weimarer Republik nahm sie aktiv an den Kämpfen der KPD teil. Zusammen mit Jacob Walcher gehörte sie dabei einem Parteiflügel an, der die Politik der KPD in Gewerkschaftsfragen kritisch gegenüberstand und die Sozialfaschismusthese ablehnte. Im Zuge der Stalinisierung der Partei unter der Führung Ernst Thälmanns wurde Jacob Walcher daraufhin zusammen mit den ehemaligen Parteivorsitzenden Heinrich Brandler und August Thalheimer aus der Partei ausgeschlossen. Herta Gordon folgte ihrem Partner daraufhin in die von den Ausgeschlossenen gegründete KPO, die weiterhin versuchte den Kurs der KPD zu beeinflussen. 1931 war sie an der Gründung der SAP beteiligt, die aus der Verbindung einer linken Abspaltung der SPD und verschiedenen linker Gruppen, darunter auch ein Teil der KPO, entstanden war. Dort lernte sie auch Willy Brandt kennen, der lange ein enger Freund ihres Partners Jacob Walcher wurde.:119–277

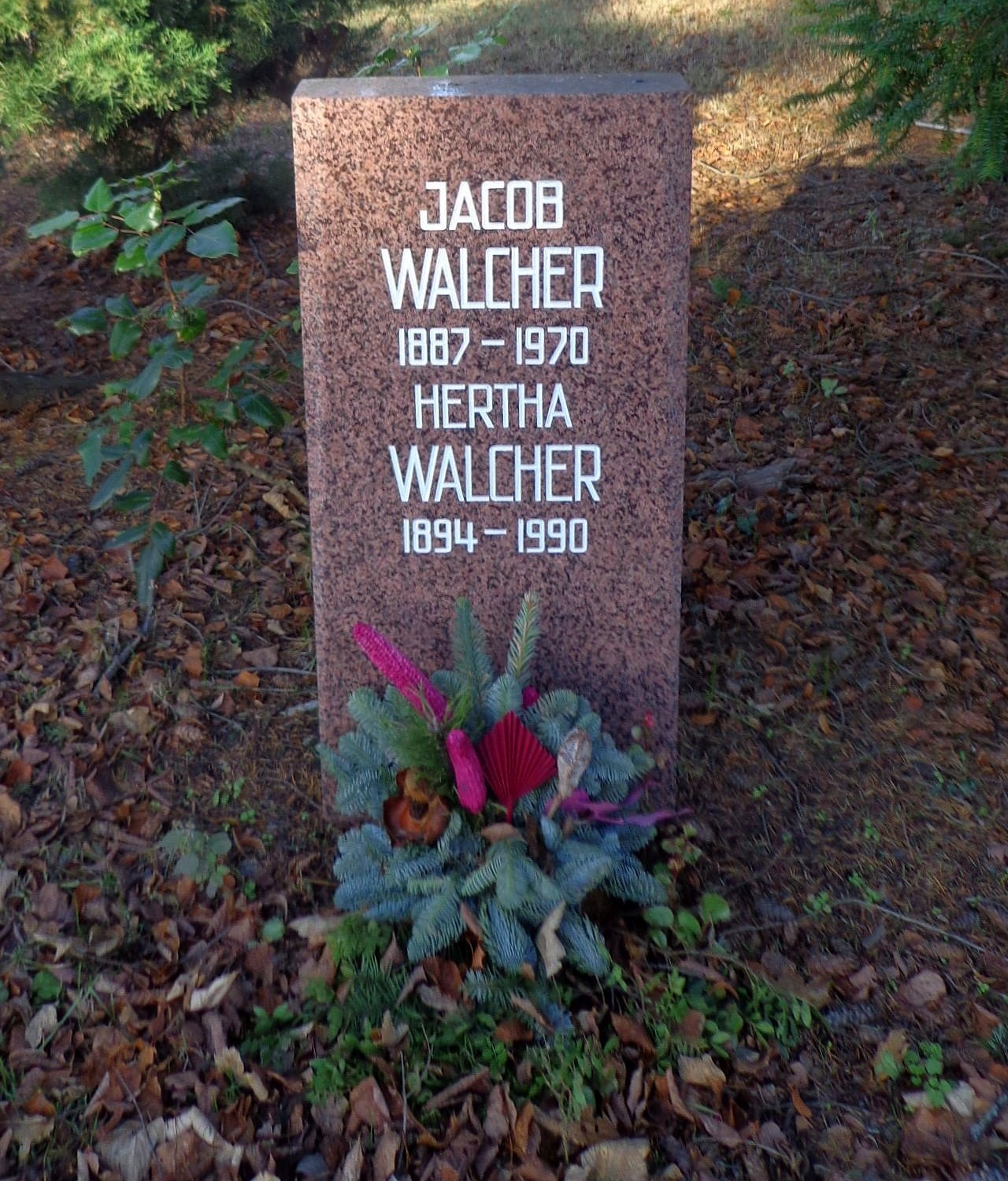
Grab von Jacob und Hertha Walcher

Mit der Machtergreifung der NSDAP begannen auch für Hertha Gordon-Walcher die Jahre der Emigration. Sie ging während der Zeit des Nationalsozialismus zunächst nach Frankreich ins Exil, wo sie das illegale Auslandsbüro der SAP zeitweise leitete. Sie überlebte Internierungen und konnte mithilfe des Unitarian Service Committee in die USA fliehen. Am 13. Mai 1941 erfolgte in New York die Heirat mit Jacob Walcher. Während des Exils waren beide in Exilantenkreisen aktiv und befreundeten sich unter anderem mit Bertolt Brecht  der ihnen nach Kriegsende die Rückreise nach Deutschland finanzierte. Während ein Großteil der ehemaligen SAP-Mitglieder in die westliche Besatzungszone remigrierte und Mitglied der SPD wurde, darunter auch Jacob Walchers „politischer Ziehsohn“ Willy Brandt, gingen Jacob Walcher und Herta Gordon-Walcher in die sowjetische Besatzungszone und wurden Mitglieder der SED. Als Angehörige ehemaliger innerparteilicher Oppositionsgruppen gerieten sie in den Fokus der Säuberungen der Partei durch die Zentrale Parteikontrollkommission und wurden kurzzeitig aus der Partei ausgeschlossen. Auch eine Verhaftung schien möglich, eine laut eigener Aussage von Willy Brandt angebotene Flucht in die BRD lehnte das Ehepaar jedoch ab. Auch wenn der Ausschluss wieder zurückgenommen wurde, blieben beide politisch in der Partei isoliert. Herta Gordon-Walcher arbeite zu dieser Zeit als Übersetzerin.:278–566
Bis zu Jacob Walchers Tod 1970 lebte das Ehepaar zurückgezogen in Berlin-Hohenschönhausen. Nach Jacob Walchers Tod weigerte sie sich erfolgreich, seinen gesamten Nachlass an das Institut für Marxismus-Leninismus beim Zentralkomitee der SED zu geben.
Hertha Walchers Urne ist zusammen mit der ihres Mannes in der Grabanlage Pergolenweg des Berliner Zentralfriedhofs Friedrichsfelde beigesetzt.
Eine von Regina Scheer verfasste Biographie Hertha Gordon-Walchers gewann 2023 den Preis der Leipziger Buchmesse in der Kategorie „Sachbuch und Essayistik“.

## Auszeichnungen (Auswahl)
- Medaille für die Teilnahme an den bewaffneten Kämpfen der deutschen Arbeiterklasse in den Jahren 1918 bis 1923
- 1958 Medaille für Kämpfer gegen den Faschismus 1933 bis 1945
- 1963 Clara-Zetkin-Medaille
- Verdienstmedaille der DDR
- Vaterländischer Verdienstorden in Silber und Gold
- Ehrennadel der Nationalen Front
- Ehrennadel der Gesellschaft für Deutsch-Sowjetische Freundschaft in Gold